# スーダラ外伝
『スーダラ外伝』（スーダラがいでん）は、1991年11月25日にファンハウスからリリースされた植木等通算6枚目のオリジナル・アルバム。

## 解説
1990年11月25日にファンハウスからリリースした「スーダラ伝説」のシングル・アルバムのダブル・ヒット、年末にはNHK紅白歌合戦にも出演した植木の1年ぶりとなるアルバム。
2019年7月24日に最新リマスタリングでドリーミュージックからUHQCD仕様で再発売された。

## 収録曲
1. 無責任数え唄（ハイカラ版）
  - 作詞：塚田茂　作曲：萩原哲晶
2. ハッスル・ホイ
  - 作詞：青島幸男　作曲：萩原哲晶　編曲：溝淵新一郎
3. やせがまん節
  - 作詞：青島幸男　作曲：萩原哲晶　編曲：宮川泰
4. よろしく音頭
  - 作詞：植木満子　作曲・編曲：比呂公一
5. デタトコ勝負
  - 作詞：伊藤アキラ　作曲・編曲：宮川泰
6. ゴマスリ音頭
  - 作詞：青島幸男　作曲：萩原哲晶　編曲：溝淵新一郎
7. だめでもともと
  - 作詞：青島幸男　作曲：萩原哲晶　編曲：溝淵新一郎
8. ダイナ
  - 作詞・作曲：S.Lewis　編曲：溝淵新一郎
9. 今日もやるぞやりぬくぞ
  - 作詞：青島幸男　作曲：萩原哲晶　編曲：溝淵新一郎
10. スーダラ外伝
  - 作詞：青島幸男　作曲：萩原哲晶
    - ホラ吹き節
    - こりゃシャクだった
    - それはないでショ
    - この際カァちゃんと別れよう
    - めんどうみたョ
    - どうしてこんなにもてるんだろう
    - 毎度毎度のおさそいに
    - 馬鹿は死んでも直らない
    - 余裕がありゃこそ
    - 何が何だかわからないのよ
    - 万葉集
    - シビレ節
    - こんな女に俺がした
    - スーダラ節
11. ハイそれまでョ
  - 作詞：青島幸男　作曲：萩原哲晶　編曲：溝淵新一郎
12. どこまでも空
  - 作詞：伊藤アキラ　作曲・編曲：比呂公一